# Silnik plazmowy
Silnik plazmowy, zwany także magneto-plazmowym – silnik odrzutowy, w którym substancją roboczą jest plazma o wysokim stopniu jonizacji. W silniku plazmowym stosowane jest elektromagnetyczne przyspieszanie plazmy, co umożliwia uzyskanie znacznie większej siły ciągu niż w wypadku silników konwencjonalnych przy takim samym zużyciu paliwa. Źródłem energii, potrzebnej do wytworzenia i ogrzania plazmy, mogą być reakcje jądrowe zachodzące w reaktorze lub elektryczne źródła energii. Ogrzana plazma zostaje przyspieszona i wyrzucona przez specjalną dyszę. Silniki mają być wykorzystywane w rakietach i promach kosmicznych.
Silniki plazmowe mają pozwolić na uzyskiwanie prędkości kilkuset tysięcy km/h, dzięki czemu lot na Marsa trwał będzie tylko 39 dni zamiast sześciu lub więcej miesięcy w przypadku rakiet konwencjonalnych.
Obecnie trwają testy silnika plazmowego o zmiennym impulsie właściwym VASIMR. Po raz pierwszy w przestrzeni kosmicznej ma on zostać przetestowany w 2016 roku na Międzynarodowej Stacji Kosmicznej. Silnik VASIMR mógłby posłużyć do okresowego podnoszenia orbity stacji, która w wyniku oporu atmosfery stale się obniża. Jego zastosowanie pozwoliłoby zredukować ilość paliwa potrzebną do podnoszenia orbity stacji z 7,5 do 0,3 tony rocznie i zaoszczędzić miliony dolarów w skali roku.